# Гамільтон (Північна Кароліна)
Гамільтон (англ. Hamilton) — місто (англ. town) в США, в окрузі Мартін штату Північна Кароліна. Населення — 306 осіб (2020).

## Географія
Гамільтон розташований за координатами 35°56′40″ пн. ш. 77°12′24″ зх. д. / 35.94444° пн. ш. 77.20667° зх. д. (35.944318, -77.206691).  За даними Бюро перепису населення США в 2010 році місто мало площу 1,26 км², уся площа — суходіл.

## Демографія
Згідно з переписом 2010 року, у місті мешкало 408 осіб у 181 домогосподарстві у складі 109 родин. Густота населення становила 324 особи/км².  Було 224 помешкання (178/км²).
Расовий склад населення:
| - 59,6 % — чорних або афроамериканців - 37,7 % — білих - 0,5 % — вихідців з тихоокеанських островів - 0,2 % — корінних американців - 0,2 % — азіатів |

До двох чи більше рас належало 1,5 %. Частка іспаномовних становила 1,0 % від усіх жителів.
За віковим діапазоном населення розподілялося таким чином: 21,3 % — особи молодші 18 років, 57,1 % — особи у віці 18—64 років, 21,6 % — особи у віці 65 років та старші. Медіана віку мешканця становила 47,3 року. На 100 осіб жіночої статі у місті припадало 75,9 чоловіків;  на 100 жінок у віці від 18 років та старших — 75,4 чоловіків також старших 18 років.
Середній дохід на одне домашнє господарство  становив 30 968 доларів США (медіана — 22 188), а середній дохід на одну сім'ю — 41 157 доларів (медіана — 31 667). За межею бідності перебувало 15,1 % осіб, у тому числі 7,6 % дітей у віці до 18 років та 14,2 % осіб у віці 65 років та старших.
Цивільне працевлаштоване населення становило 90 осіб. Основні галузі зайнятості: освіта, охорона здоров'я та соціальна допомога — 36,7 %, роздрібна торгівля — 18,9 %, виробництво — 18,9 %.